# Еремеев, Станислав Германович
Станисла́в Ге́рманович Ереме́ев (род. 15 января 1952, Ленинград) ― российский политолог, экономист и педагог. Доктор экономических наук, кандидат политических наук, профессор. Ректор Ленинградского государственного университета имени А. С. Пушкина с 2017 по 2021 годы. Декан факультета политологии Санкт-Петербургского государственного университета в 2009―2016 гг. Руководитель санкт-петербургского филиала Фонда развития гражданского общества.
Сопредседатель Российского общества политологов, председатель Санкт-Петербургского отделения Российского общества политологов, член Попечительского совета Международного банковского института имени Анатолия Собчака.

## Биография
В 1972 году был уволен в запас из Советской армии. В 1978 году окончил философский факультет Ленинградского государственного университета по специальности «философия и политология». В 1998 году получил второе высшее образование на юридическом факультете СПбГУ по специальности «правоведение». Кандидат политических наук (2002, диссертация «Процессы глобализации и судьбы национального государства»). В 2007 году также окончил Всероссийскую государственную налоговую академию Министерства финансов Российской Федерации (специальность ― экономист). Доктор экономических наук (2009, диссертация «Мегаполис как пространственная структура национальной инновационной системы»).
Занимается преподавательской деятельностью с 1980 года. Преподавал на факультетах философии и русистики СПбГУ, параллельно вёл общественную работу (1979―1984 гг. ― председатель студенческого профкома университета; 1984―1992 гг. ― председатель, заместитель председателя профсоюзного комитета преподавателей и сотрудников ЛГУ). С 1993 года занимает руководящие посты в университете: заместитель директора, директор Центра русского языка и культуры СПбГУ (1994―2009), проректор СПбГУ по связям с общественностью (2000―2002), председатель профсоюзного комитета преподавателей и сотрудников СПбГУ (2006―2009). С сентября 2006 года ― проректор СПбГУ по экономике и социальному развитию. С июля 2009 года ― декан факультета политологии СПбГУ.
В 2007 году Еремеев был кандидатом на пост депутата Законодательного собрания Санкт-Петербурга от партии «Союз правых сил», входил в общегородскую часть списка на выборах. С 2005 года по 2007 год был руководителем «правых» в Санкт-Петербурге.
С 2014 года — сопредседатель Российского общества политологов, председатель Санкт-Петербургского отделения Российского общества политологов. С января 2017 по октябрь 2021 года ― ректор Ленинградского государственного университета имени А. С. Пушкина.
В сентябре 2021 года избран депутатом Законодательного собрания Ленинградской области от «Единой России».
Изучал проблемы глобализации и основные тенденции развития современного мира, проблемы политической и экономической глобализации, этнополитологию, политические процессы в Российской Федерации.
Супруга ― филолог, доцент СПбГУ. Имеет трёх дочерей.
Имеет ряд государственных наград: медаль «За трудовую доблесть» (1981), орден «Знак Почёта» (1986), медаль «В память 300-летия Санкт-Петербурга», почётное звание «Заслуженный работник культуры Российской Федерации» (2005).